# MongoDB
MongoDB é um software de banco de dados orientado a documentos livre, de código aberto e  multiplataforma, escrito na linguagem C++. Classificado como um programa de banco de dados NoSQL, o MongoDB usa documentos semelhantes a JSON com esquemas. É desenvolvido pela MongoDB Inc. e publicado sob uma combinação da GNU Affero General Public License e Licença Apache.
Suas características permitem com que as aplicações modelem informações de modo muito mais natural, pois os dados podem ser aninhados em hierarquias complexas e continuar a ser indexáveis e fáceis de buscar.
O desenvolvimento de MongoDB começou em outubro de 2007 pela 10gen, atual MongoDB Inc., e sua primeira versão pública foi lançada em fevereiro de 2009.
Em 20 de outubro de 2017, MongoDB se tornou uma empresa pública, listada no NASDAQ como MDB e com o preço de $24 por ação.

## Características principais

### ConsultasAd hoc
MongoDB suporta buscas por campo, range(intervalo), e por expressões regulares(regex). As consultas suportam funções JavaScript personalizadas. Também é possível fazer consultas que retornam amostras aleatórias dos dados..

### Indexação
Campos em um documento no MongoDB podem ser indexados com índices primários ou secundários.

### Replicação
MongoDB oferece alta disponibilidade, usando conjuntos replicados. Um conjunto replicado consiste em um ou mais cópias dos dados. Cada cópia do pode agir como primária ou secundária. Por padrão, operações de leitura e escrita são executadas na cópia primária enquanto as secundárias mantém uma cópia da primária. Se houver uma falha na cópia primária, o conjunto replicado automaticamente conduz um processo de eleição para determinar qual das cópias secundárias deve assumir o papel de primária. Existe a opção de realizar operações de leitura, mas a consistẽncia dos dados ocorrerá de forma eventual.

### JavaScript no lado do Servidor
No MongoDB, Javascript pode ser usado em consultas, funções de agregação (como por exemplo MapReduce), e enviado direto ao banco de dados para ser executado.

### Transações
Suporte para transações ACID multi-documento foram adicionadas ao MongoDB a partir da versão 4.0 lançada em Junho de 2018.

## Edições

### MongoDB Community Server
A edição MongoDB Community Edition é totamente gratuita e disponível para Windows, Linux e MacOS.

### MongoDB Enterprise Server
MongoDB Enterprise Server é a edição comercial do MongoDB, disponível como parte da inscrição MongoDB Enterprise Advanced.

### MongoDB Atlas
MongoDB também está disponível como um serviço sob-demanda totalmente gerenciável. MongoDB Atlas funciona em diversas plataformas de computação em nuvem, como AWS, Microsoft Azure, e Google Cloud Platform.

## Grandes empresas que usam o MongoDB
Por sua versatilidade, performance e segurança, MongoDB é utilizado por grandes empresas como Rede Globo, Codecademy, Google Search, Foursquare, IBM, Orange S.A., The Gap, Inc., Uber, HSBC, eBay, e Cisco.

## MongoDB World
MongoDB World é uma conferẽncia anual de DBA's e desenvolvedores realizada pela MongoDB, Inc.